# 花枝羹

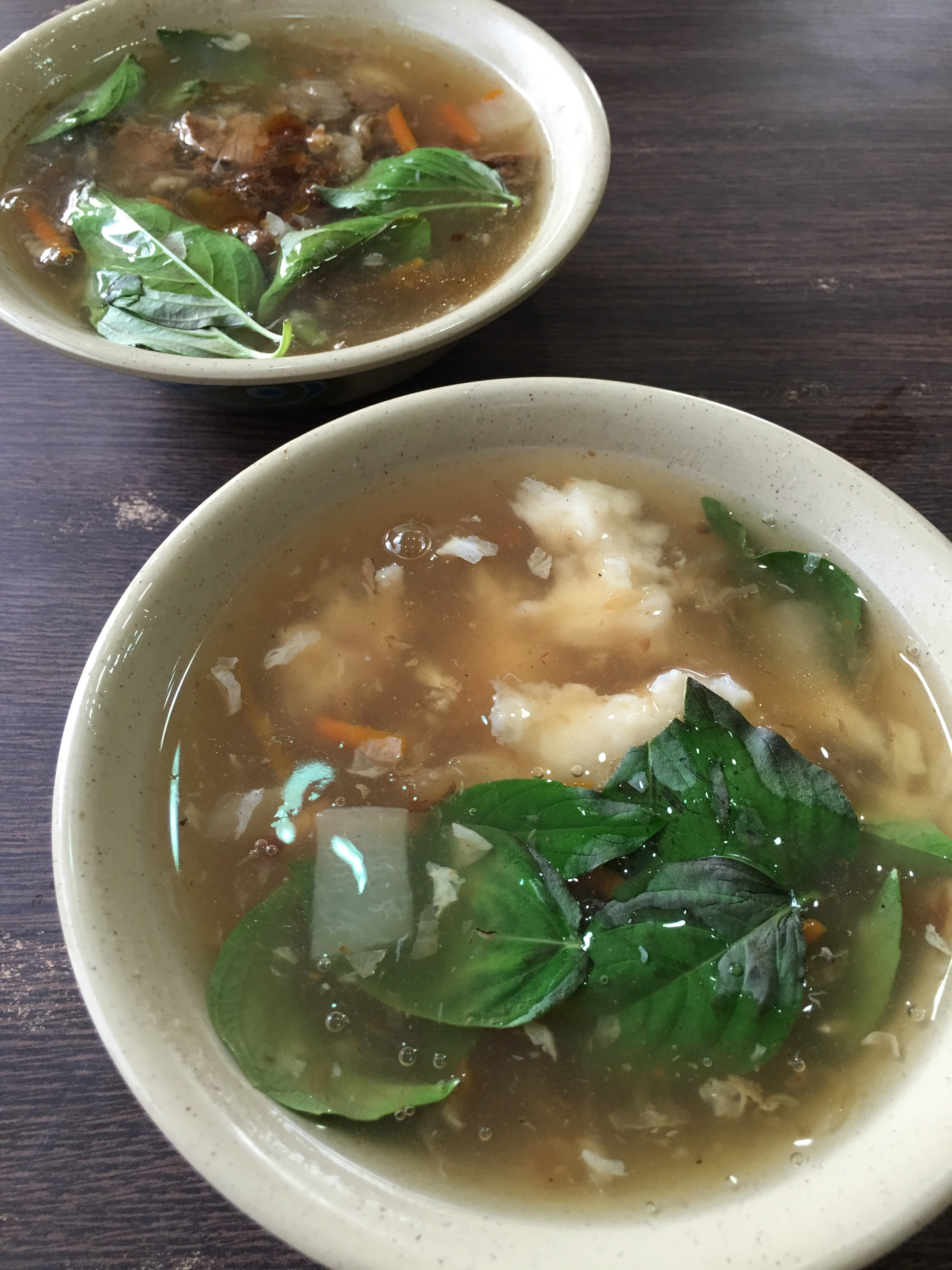
九層塔を加えた花枝羹（前）

花枝羹（かしかん、ホアズーゲン、ファーツーゲン）は、台湾料理、台湾小吃の1種。定番料理の1つであり、日本では「イカの餡掛けスープ」と紹介されることもある。

## 概要
餡掛けのようにとろみのついたスープは、旨味を中に閉じ込め、冷めにくい。冷めにくいことから、テイクアウトが多い台湾では、「羹」（げん）、餡掛け料理は重宝がられている。「花枝」はイカ（コウイカ目のイカ）の意で、イカのすり身団子（つみれ）やゲソを入れた花枝羹は「羹」の中でも人気の高い料理である。
ビーフン（米粉）を入れた「花枝羹米粉」もある。

## 歴史
現在の台湾人の7割以上は閩南系移民の子孫である。17世紀に閩南から台湾へ移民してきたのは、ほとんどが独身の男性であり、農業に従事していた。そんな移民男性たちには、作り方が簡単で食べ応えもある「羹」が人気となり、肉、イカ、エビなどの「羹」が生まれていった。
その後、「羹」は庶民料理の代表例となった。